# Online Information Review
Online Information Review is een internationaal, aan collegiale toetsing onderworpen wetenschappelijk tijdschrift op het gebied van de informatiekunde. De naam wordt in literatuurverwijzingen meestal afgekort tot Online Inform. Rev. Het wordt uitgegeven door de Emerald Group Publishing namens de MCB University Press en verschijnt tweemaandelijks.